# Kamienica przy ulicy Bogucickiej 6 w Katowicach
Kamienica przy ulicy Bogucickiej 6 w Katowicach – zabytkowa kamienica mieszkalna, położona przy ulicy Bogucickiej 6 w Katowicach-Zawodziu.
Została oddana do użytku w 1909 roku w stylu secesyjnym. W dniu 11 sierpnia 1992 roku wpisano ją do rejestru zabytków pod numerem A/1485/92 (obecnie A/1223/23) – granice ochrony obejmują cały budynek. Ponadto budynek wpisany jest także do gminnej ewidencji zabytków miasta Katowice. 
W 2009 roku kamienica została zmodernizowana, a w 2016 roku wymieniono w niej zabytkowe okna. Właścicielem budynku według stanu z 19 września 2016 roku jest wspólnota mieszkaniowa. Pod koniec grudnia 2021 roku w systemie REGON pod tym adresem zarejestrowanych było 6 aktywnych podmiotów gospodarczych.
Powierzchnia zabudowy budynku wynosi 316 m², zaś powierzchnia użytkowa 1071,58 m². Kamienica posiada pięć kondygnacji nadziemnych i jedną podziemną.